# Monti Churchill
I monti Churchill sono una catena montuosa dell'Antartide. Situata in particolare nella Terra di Oates, e in particolare in corrispondenza della costa di Shackleton, davanti alla barriera di Ross, la catena, che fa parte della più vasta catena dei monti Transantartici, si estende in direzione nord-sud per circa 220 km. La catena, la cui vetta più elevata risulta essere quella del monte Albert Markham, che arriva a 3205 m s.l.m., è delimitata a nord dalla parte terminale del flusso del ghiacciaio Byrd, che la separa dalla dorsale Britannia, a ovest dall'Altopiano Antartico, a sud dalla fase terminale del flusso del ghiacciaio Nimrod, che la separa dai monti della Regina Elisabetta, e a est dalla barriera di Ross.

All'interno della catena montuosa sono presenti diverse dorsali e sottocatene, come la dorsale Nash e la dorsale degli Esploratori, tra le quali scorrono imponenti flussi glaciali, come quello del ghiacciaio Starshot e quello del ghiacciaio Nursery.

## Storia
Molte delle vette più alte della catena, inclusi i monti Egerton, Field, Nares, Wharton e Albert Markham, sono stati avvistati durante la spedizione Discovery, condotta negli anni 1901-04 dal capitano Robert Falcon Scott. L'intera formazione è stata in seguito mappata da membri dello United States Geological Survey (USGS) grazie a fotografie aeree scattate dalla marina militare statunitense (USN) nel periodo 1960-62, e così battezzata dal Comitato consultivo dei nomi antartici in onore di Sir Winston Churchill, ex primo ministro britannico.

## Mappe
Di seguito una serie di mappe in scala 1:250 000 realizzate dallo USGS:

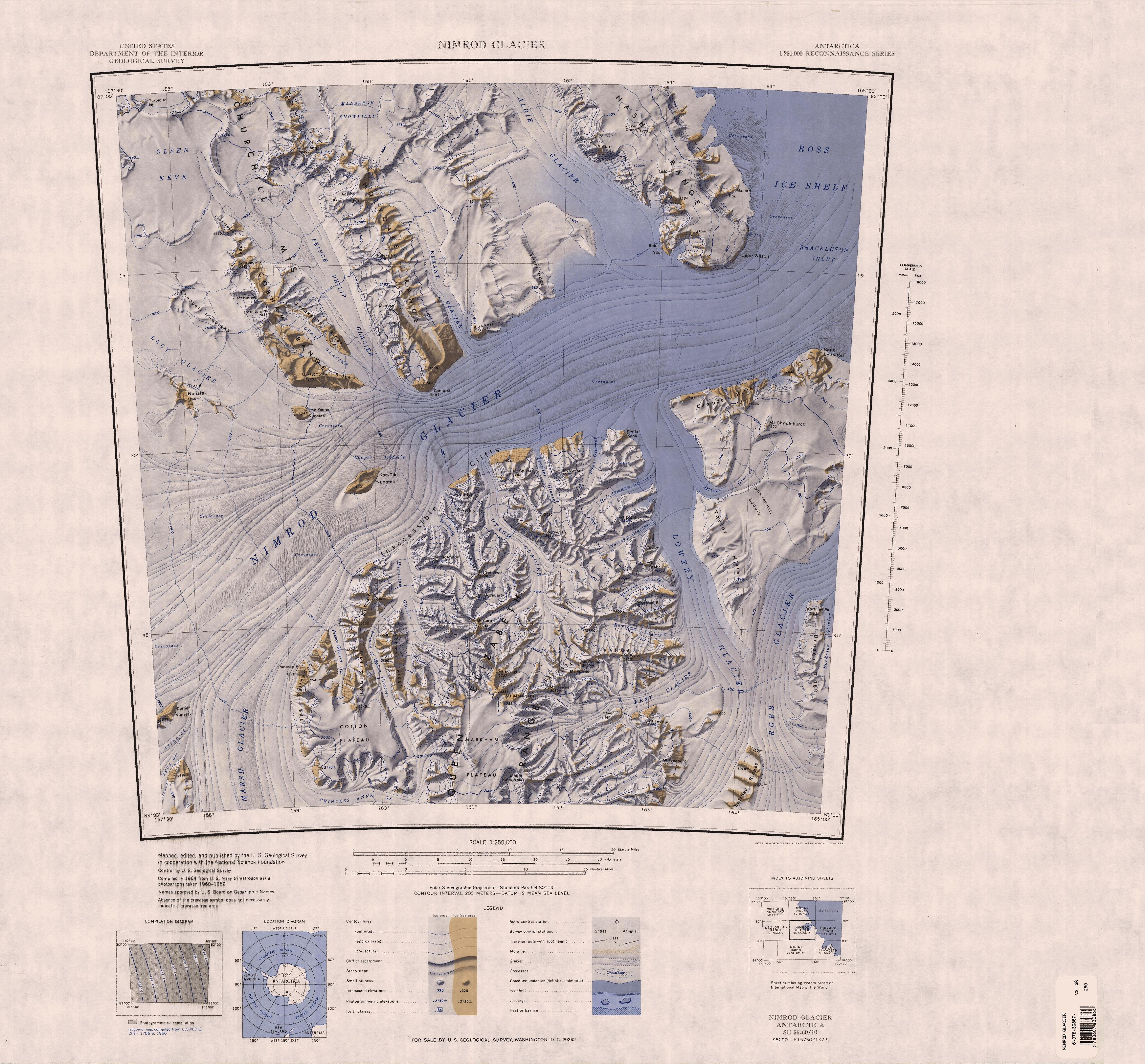
In alto a sinistra la parte meridionale della catena.
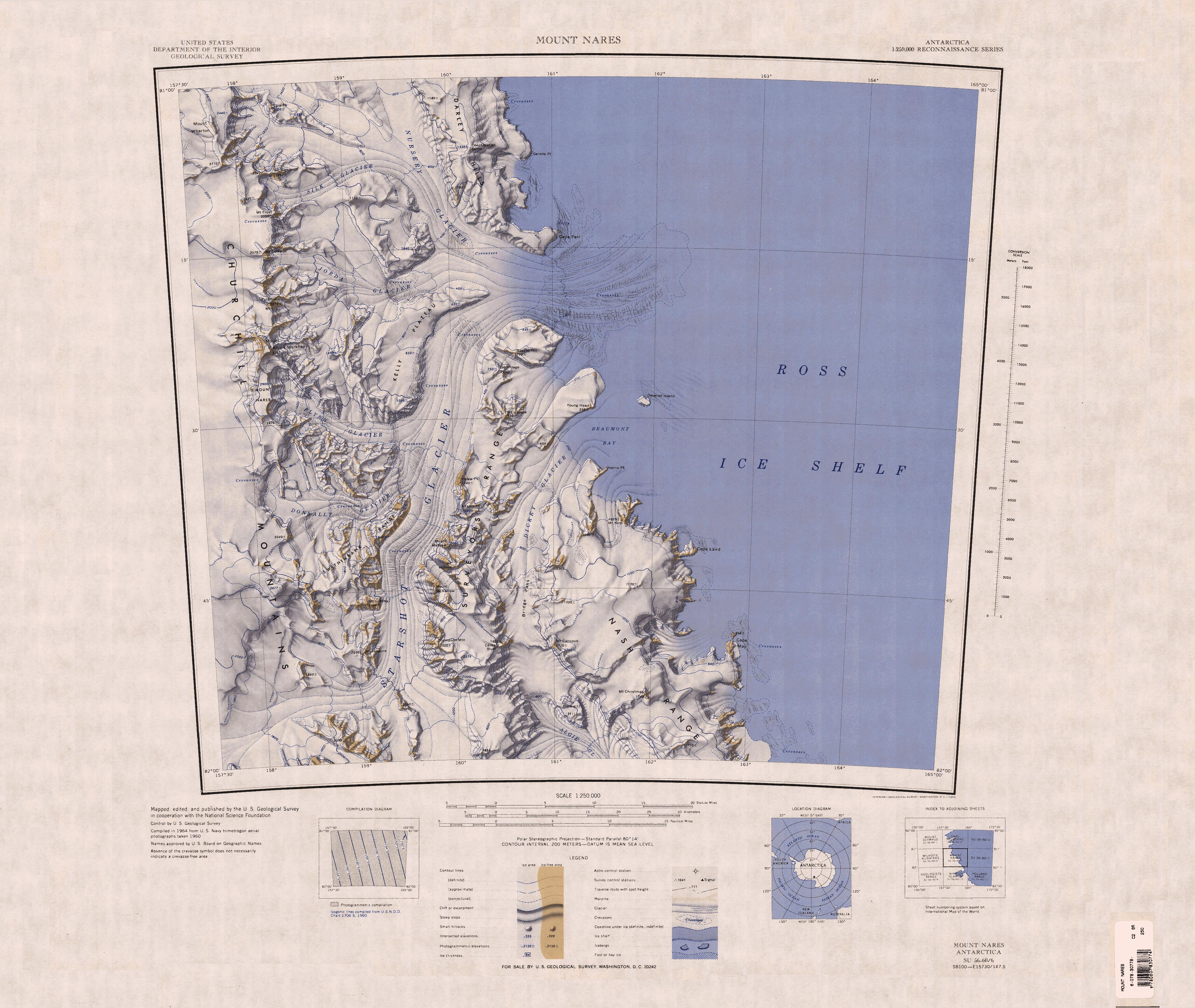
A sinistra la parte centrale della catena.
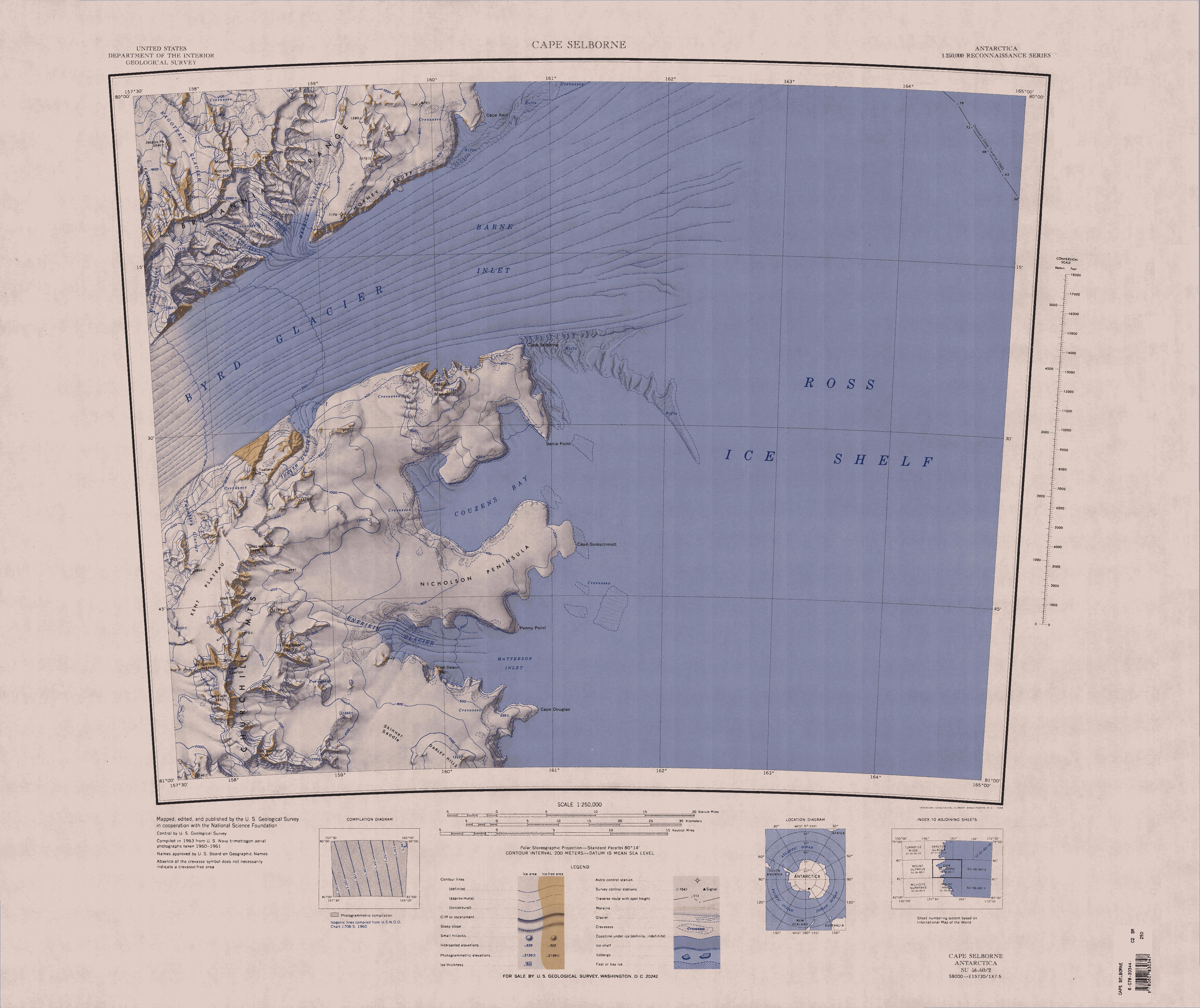
In basso a sinistra la parte settentrionale della catena.